# Ditrichum submersum
Ditrichum submersum là một loài rêu trong họ Ditrichaceae. Loài này được Cardot & Herzog mô tả khoa học đầu tiên năm 1916.